# Rhaphidopsis
Rhaphidopsis är ett släkte av skalbaggar. Rhaphidopsis ingår i familjen långhorningar.
Kladogram enligt Catalogue of Life:
| Rhaphidopsis | \| \| Rhaphidopsis melaleuca \| \| \| \| \| \| Rhaphidopsis zonaria \| \| \| \| |
|              | \| \| Rhaphidopsis melaleuca \| \| \| \| \| \| Rhaphidopsis zonaria \| \| \| \| |
|              | Rhaphidopsis melaleuca                                                          |
|              |                                                                                 |
|              | Rhaphidopsis zonaria                                                            |
|              |                                                                                 |